# Пібба (король Мерсії)
Пібба (англ. Pybba) також відомий як Вібба (англ. Wybba) — король Мерсії, бувши сином Креоди, змінив його на престолі Мерсії у 593 році. Англосаксонський часопис містить доволі скупі відомості про життя та правління Пібби. Ймовірно він народився 570 року, а помер у 606 або ж 615 році. У хроніках він згадується лише як батько Пенди без жодних додаткових подробиць.
Згідно з працею валлійського літописця Неннія «Історії бритів» (англ. Historia Brittonum), Пібба мав 12 синів, двоє з яких, Пенда та Еова, також невдовзі стали королями Мерсії. Безпосереднім наступником Пібби був Кіорл, про якого згадує бенедиктинський чернець та історик Беда Преподобний. Жодних родинних зв'язків між ним та Піббою досі не встановлено. До синів же Пібби мерсійський престол перейшов лише 626 року, хоча зі слів Беди, це сталося аж у 633 році після битви при Хетфілд Чейз (Йоркшир).
Пібба також мав доньку (ім'я невідоме), яка можливо була першою дружиною Кенвала, короля Вессекса (648—674).